# ممنوع التدخين (فلم 1955)
ممنوع التدخين هو فيلم كوميدي بريطاني عام 1955 من إخراج هنري كاس وبطولة ريج ديكسون ، بيتر مارتن ، بليندا لي وليونيل جيفريز .    تم إنتاجه بواسطة أفلام تيمبين كفيلم درجة ثانية . تم تصوير الفيلم في استوديوهات ساوثهول بمجموعات صممها المخرج الفني ويلفريد أرنولد . بعد فترة وجيزة من الإنتاج، وقع Lee على عقد مع منظمة الرتبة .

## ملخص
ريج بيتس هو عالم اخترع حبة دواء يمكنها علاج المدخنين من إدمان النيكوتين . هذا ما كشفه الزائر الأمريكي هال هيرست. يواجه بيتس معارضة قوية من كل من صانعي التبغ والحكومة.

## طاقم العمل
- ريج ديكسون بدور ريج بيتس
- بيتر مارتين بدور هال هيرست
- بليندا لي بدور الآنسة تونكينز
- روث ترونسر بدور جويس
- قياس الكسندر بدور ويلينجتون سيمبسون
- ليونيل جيفريز بدور جورج بوجسون
- ميرتل رو في دور ميلي
- آرثر يونغ بدور جو داوسون
- هال أوزموند بدور يوكل
- توم جيل كمسؤول في وزارة الخارجية
- روني ستيفنز بدور رجل بي بي سي
- آلان روبنسون في دور ثاكري
- بيل لوي كموظف مدني
- دوريس هير كعميل
- إيان فليمنج بدور دكتور موكسوم
- باتريك جوردان كمراسل
- آلان جيفورد سفيراً للولايات المتحدة
- روجر ماكسويل بصفته الرائد
- سكوت هارولد في دور رجل في الجراحة
- جان هولدن كموظف استقبال
- فيل بارك كنائب
- جيمس راجلان كمستشار

## الإنتاج
كان مبنيًا على مسرحية تلفزيونية عام 1952.  قالت إحدى مجلات النقد إنها تتمتع "بالكثير من المرح العائلي الجيد". 
تم صنعه في ستديوهات ألاينس ،ساوثهول . لقد كان واحدًا من الأفلام القليلة التي قام ببطولتها ريج ديكسون.  لقد كانت واحدة من العديد من الأفلام الكوميدية التي ظهرت فيها بليندا لي. 

## الرأي
قالت نشرة الفيلم الشهرية "الحركة لا تتلاشى؛ الفقاعات لا تظهر أبدًا على السطح". 

## روابط خارجية
- ممنوع التدخين  في قاعدة بيانات الأفلام على الإنترنت (بالإنجليزية)
- No Smoking at BFI
- No Smoking at Reel Streets
- No Smoking at Letterbox DVD